# 30375 Kathuang
30375 Kathuang este un asteroid din centura principală de asteroizi.

## Descriere
30375 Kathuang este un asteroid din centura principală de asteroizi. A fost descoperit pe 9 mai 2000 la Socorro, New Mexico, în cadrul proiectului LINEAR. Asteroidul prezintă o orbită caracterizată de o semiaxă mare de 2,52 ua, o excentricitate de 0,16 și o înclinație de 3,3° în raport cu ecliptica.